# 国鉄気動車の車両形式
国鉄気動車の車両形式（こくてつきどうしゃのしゃりょうけいしき）では、日本国有鉄道（国鉄）及び国鉄分割民営化により国鉄の車両を引き継いだJR各社が保有する気動車の形式番号の付与法則について記述する。
気動車の場合、キハ181系気動車以降の新系列気動車と、それ以前の在来形気動車とで形式の付番方法が異なり、電車と同様に在来形のものは形式数字が2桁、新系列（電車の場合は新性能と呼称）のものは3桁となっている。国鉄時代には、新系列気動車は特急形気動車と事業用車しか製造されず、特急形以外（急行形・一般形）の車両は在来車との連結運転を優先して2桁の形式の車両が製造された。民営化後は特急形以外にも3桁の形式が登場している。
また、JR九州キハ72系気動車やJR東海キハ75形気動車、キハ85系気動車などのように、JR化後もあえて2桁の形式を用いている場合もある。

## 新系列気動車
|                    | 構造別記号 | 構造別記号 | 用途別 記号 | 形式数字 | 形式数字 | 形式数字 | 形式数字 | - | 車両番号 | 形式                                       |
| キ                 | ○          | ●          |             | A        | B        | C        | XXXX     | - |          | 形式                                       |
| ------------------ | ---------- | ---------- | ----------- | -------- | -------- | -------- | -------- | - | -------- | ------------------------------------------ |
| 1.国鉄製造車両     | キ         | サ         | シ          |          | 1        | 8        | 0        | - | 13       | 国鉄キハ181系気動車キサシ180形車両         |
| 2.JR東海製造車両   | キ         |            | ハ          |          |          | 8        | 5        | - | 5        | JR東海キハ85系気動車キハ85形車両           |
| 2.JR東海製造車両   | クモ       |            | ハ          |          |          | 8        | 5        | - | 1        | JR東海HC85系気動車クモハ85形車両           |
| 3.JR東日本製造車両 | キ         |            | ハ          | E        | 2        | 0        | 0        | - | 1        | JR東日本キハE200形気動車                   |
| 3.JR東日本製造車両 | HB-        |            |             | E        | 3        | 0        | 0        | - | 1        | JR東日本HB-E300系気動車 ハイブリッド気動車 |
| 3.JR東日本製造車両 | GV-        |            |             | E        | 4        | 0        | 0        | - | 1        | JR東日本GV-E400系気動車 電気式気動車       |
| 4.JR西日本製造車両 | キ         | サ         | イネ        |          |          | 8        | 6        | - | 501      | JR西日本87系気動車キサイネ86形車両         |
| 4.JR西日本製造車両 | DEC        |            |             |          | 7        | 0        | 0        | - | 1        | JR西日本DEC700形気動車 電気式気動車        |

JR九州（一部の車両）とJR西日本（一部の車両）、JR東海ではAが省かれた以外は、新系列気動車と同じ表記となっているが、HC85系については電車と同じくクモ・モで表記される。

### 構造別記号
- キについては気動車(JR東日本ではキハE200形を除き液体式)、HBについてはハイブリッド気動車を、GVとDECは電気式気動車をそれぞれ指す。
- ○については主に付随車の車種を表す記号を表す。

| 記号     | 車種   | 補足                                                     |
| -------- | ------ | -------------------------------------------------------- |
| （なし） | 動力車 | 運転台の有無を問わず、動力（走行用エンジン）の有る車両。 |
| ク       | 制御車 | 運転台は有るが、動力を有さない。                         |
| サ       | 付随車 | 運転台も無く、且つ動力を有さない。                       |

### 用途別記号
単独で、また合造車の場合は下記の順番で重ねて使用される。なお、合造車とは、2つ以上の用途の室内設備を1つの車両に収めたものを指す。
| 記号 | 用途           |
| ---- | -------------- |
| イネ | 一等寝台車     |
| イテ | 一等展望合造車 |
| ロ   | グリーン車     |
| ハ   | 普通車         |
| シ   | 食堂車         |
| ラ   | ラウンジカー   |
| ユ   | 郵便車         |
| 二   | 荷物車         |
| ヤ   | 職用車         |

### 形式数字
Aは機関方式（JR東日本とJR西日本では駆動方式）、Bは車両用途・構造を、CについてはA・Bに付随して定義される数字を指す
。

#### 機関方式（駆動方式）
| 形式番号             | 機関方式         |
| -------------------- | ---------------- |
| （なし）・1・2・3・4 | ディーゼル機関   |
| 3                    | ガスタービン機関 |

JR東日本ではキハE200形以降、百の位は駆動方式を表す記号として用いており、以下のように付番している。また、同形以降の車両はこの数字の前にE（Eastの頭文字）がつく。
| 形式番号 | 機関方式     | 機関方式                                                   |
| -------- | ------------ | ---------------------------------------------------------- |
| 1        | 液体式気動車 | 液体式気動車                                               |
| 2・3     | 電気式気動車 | ディーゼルハイブリッド車（記号が「HB」の車両とキハE200形） |
| 4        | 電気式気動車 | ディーゼルエレクトリック車（記号が「GV」の車両）           |

JR西日本では2005年度以降、百の位は駆動方式を表す記号として用いており、以下のように付番している。ただし、電気式気動車はキハではなくDECが付けられる。
| 形式番号   | 機関方式               |
| ---------- | ---------------------- |
| 1・2       | ディーゼル機関（キハ） |
| 3・4・5・6 | 予備                   |
| 7・8       | 電気式気動車（DEC）    |

#### 車両用途・構造
| 形式番号 | 車両用途・構造           |
| -------- | ------------------------ |
| 0 - 2    | 通勤形・近郊形           |
| 3 ･ 4    | 国鉄時代には車両設計なし |
| 5 - 7    | 急行形                   |
| 8        | 特急形                   |
| 9        | 試作車・試験車           |

JR化後に新製された形式の形式番号は以下の通り。
| 形式 番号 | 車両用途・構造 | 車両用途・構造   | 車両用途・構造   | 車両用途・構造                    | 車両用途・構造                                           | 車両用途・構造                              |
| 形式 番号 | JR北海道       | JR東日本         | JR東海           | JR西日本                          | JR西日本                                                 | JR九州                                      |
| 形式 番号 | JR北海道       | JR東日本         | JR東海           | JR化当初                          | 2005年度以降                                             | JR九州                                      |
| --------- | -------------- | ---------------- | ---------------- | --------------------------------- | -------------------------------------------------------- | ------------------------------------------- |
| 0         | 通勤形         | 一般形           | 設定なし         | 通勤形・近郊形 （0、1は設定なし） | 一般形 （0、1、3は2012年時点では設定なし）               | 一般形                                      |
| 1         | 設定なし       | 一般形           | 一般形           | 通勤形・近郊形 （0、1は設定なし） | 一般形 （0、1、3は2012年時点では設定なし）               | 設定なし                                    |
| 2         | 設定なし       | 一般形           | 一般形           | 通勤形・近郊形 （0、1は設定なし） | 一般形 （0、1、3は2012年時点では設定なし）               | 一般形                                      |
| 3         | 一般形         | 一般形           | 設定なし         | 設定なし                          | 一般形 （0、1、3は2012年時点では設定なし）               | 設定なし                                    |
| 4         | 一般形         | 設定なし         | 設定なし         | 設定なし                          | 事業用車                                                 | 設定なし                                    |
| 5         | 一般形         | 設定なし         | 設定なし         | 急行形 （設定なし）               | 一般形 （2012年時点では設定なし）                        | 設定なし                                    |
| 6         | 一般形・特急形 | 設定なし         | 設定なし         | 急行形 （設定なし）               | 一般形 （2012年時点では設定なし）                        | 設定なし                                    |
| 7         | 設定なし       | 設定なし         | 一般形           | 急行形 （設定なし）               | 急行形・特急形 （7および急行形は2012年時点では設定なし） | 特急形                                      |
| 8         | 特急形         | 設定なし         | 特急形           | 特急形                            | 急行形・特急形 （7および急行形は2012年時点では設定なし） | 特急形                                      |
| 9         | 設定なし       | 試験車・事業用車 | 試験車・事業用車 | 試作車・試験車 （設定なし）       | 試作車・試験車 （2012年時点では設定なし）                | 試験車・事業用車 （2012年時点では設定なし） |

なお、上記のC（A・Bに付随して定義される数字）にあたる数字は、特急形の場合基本的には運転台のある車両に奇数を用い、運転台の無い車両にはその数字より1減じた偶数を用いる（系列を表す場合は奇数を用いる）。ただし、キハ183系気動車では新しく設定された中間電源車に「キハ184」という形式を与え、1系列で3つの形式数字（「182」・「183」・「184」）を使用している。このため、その後に登場したキハ185系気動車の運転台の無い車両には、系列を表す数字より1増した偶数「186」が使用された。
JR西日本は特急形気動車を国鉄新系列形式の続番としたが、キハ187系気動車が運転台付のキハ187形（番台区分あり）のみであったため、キハ189系気動車では、運転台の無い車両は1減じた偶数（「188」）に戻っている。

### 製造番号
基本的には1から始まる番号を用いるが、細かな設計変更などで番台を変更して用いる場合もある。

## 在来形気動車
この現在に連なる称号規程は、1957年（昭和32年）4月に制定されたものである。それ以前は、客車の番号体系の中に含まれており、二軸車および片ボギー車は5000番台、ボギー車は40000番台を称した（いずれも例外あり）。
|            | 構造別記号 | 構造別記号 | 用途別記号 | 形式数字 | 形式数字 | - | 車両番号 | 車両形式                     |
| キ         | ○          | ●          | A          | B        | XXX      | - |          | 車両形式                     |
| ---------- | ---------- | ---------- | ---------- | -------- | -------- | - | -------- | ---------------------------- |
| 付随車の例 | キ         | ク         | ハ         | 3        | 5        | - | 301      | キハ35系気動車キクハ35形車両 |
| 動力車の例 | キ         |            | ハ         | 5        | 8        | - | 1107     | キハ58系気動車キハ58形気動車 |

このうち、キについては気動車を指し、○については車種を表す記号、●については用途を、Aは車両用途・構造を、Bについては運転台による区別を表す形式番号を指し、Xは製造番号を表す。また、_は空白を表す。
- 構造別記号 : 新系列気動車と同じ。
- 用途別記号 : 新系列気動車と同じ。
- 動力装置方式を表す形式数字 (A)

| 形式番号 | 動力装置方式               |
| -------- | -------------------------- |
| 0        | 機械式、電気式（例外あり） |
| 1 - 4    | 液体式機関1台              |
| 5        | 液体式機関2台              |
| 6・7     | 大出力機関                 |
| 8        | 特急形                     |
| 9        | 試作車                     |

- 運転台による区別を表す形式数字 (B)

特急形以外
| 形式番号 | 種類                 |
| -------- | -------------------- |
| 0 - 4    | 両運転台（例外あり） |
| 5 - 9    | 片運転台、運転台無し |

特急形は上記の規準に則らず、「運転台の無い車両（付随車も含む）・運転台付きの車両」の順に追番で付与する。
- 車両番号
車両番号はおおむね製造順に1から番号が付けられるが[8]、仕様や用途の違いによって番台区分されることがある。（2000番台など）

## JR四国の車両
JR四国が所有している車両のうち、JR化後に新製された車両（電車・気動車）には、形式と車両番号が一体となった4桁の数字のみの表記が用いられており、気動車には千位が1か2の形式番号が使用されている（国鉄から継承した車両とJR他社から購入した車両、およびそれらの改造車は国鉄時代の付番方法のままである）。